# 台鐵32850型通勤客車
台鐵35TP(K)32850型鋼體客車，是台鐵局在1969年向日本汽車會社、新潟鐵工、川崎車輛採購的通勤客車，共引進50輛(TP32850型30輛，TPK32850型20輛)，現僅存6輛存世，部分恢復藍皮解憂號以及工程宿營車使用。
除本型車外，台鐵另有車型為35SP32850型的莒光號客車，兩者容易混淆。

## 車型概要

### TP32850型
- 採購輛數：30輛 (35TP32851~32880號)
- 製造年份：1969年
- 車輛座位；座位：76位，立位：96位
- 車輛皮重：32.35噸
- 換算噸數：空：30噸，重：35噸
- 轉向架	：TR-31
- 軔機裝置：EV氣軔
- 最高速度：85 km/hr
- 車輛規格：
  - 長：20,000 mm
  - 寬：2,865 mm
  - 高：3,953 mm
- 目前在籍車輛：35TP32859、32865、32869
- 此型車全數配置於高雄機務段，並作為藍皮解憂號編組使用。

### TPK32850型客守車
- 採購輛數：20輛(35TPK32851~32870號)
- 製造年份：1969年
- 車輛座位：座位：72位，立位：92位
- 車輛皮重：33.25噸
- 換算噸數：空：30噸，重：35噸
- 轉向架：TR-31
- 軔機裝置：EV氣軔
- 最高速度：85 km/hr
- 車輛規格同TP32850型
- 目前在籍車輛：35TPK32855、32860
- 此型車目前全數配置於高雄機務段，已進廠進行翻新，並作為藍皮解憂號編組使用。
- 35TPK32857改籍為30ES32857機務搶修車，並配置於台北機務段。
- 35TPK32858曾改籍為30ES32858機務搶修車，並配置於花蓮機務段，因車況不佳，目前已報廢並放置於潮州基地內。

## 保存車輛
- TP32866：鳳林鎮民廣場靜態展示。
- TP32873：新北投車站舊址靜態展示。
- TP32874：屏東市堤防路下淡水溪鐵橋旁靜態展示。2023/01/02更新,此車現已不在此處，展示設施亦已拆除，現況不明
- TP32876：2021年由三義鄉公所購入後，展示於龍騰斷橋停車場。
- TPK32853：高雄大崗山上，此車曾改為30ES32853機務搶修車。
- TPK32862：國家鐵道博物館保存。

### 書籍
- 洪致文. .
- 洪致文. .
- 蘇昭旭. .